# Comuna de Pyzdry
Pyzdry (polaco: Gmina Pyzdry) é uma gminy (comuna) na Polónia, na voivodia de Grande Polónia e no condado de Wrzesiński. A sede do condado é a cidade de Pyzdry.
De acordo com os censos de 2004, a comuna tem 7182 habitantes, com uma densidade 52,1 hab/km².

## Área
Estende-se por uma área de 137,9 km², incluindo:
- área agricola: 62%
- área florestal: 30%

## Demografia
Dados de 30 de Junho 2004:
|                      | Total   | Total | Mulheres | Mulheres | Homens  | Homens |
| -------------------- | ------- | ----- | -------- | -------- | ------- | ------ |
|                      | pessoas | %     | pessoas  | %        | pessoas | %      |
| População            | 7182    | 100   | 3691     | 51,4     | 3491    | 48,6   |
| Densidade (pop./km²) | 52,1    | 100   | 26,8     | 26,8     | 25,3    | 25,3   |

De acordo com dados de 2002, o rendimento médio per capita ascendia a 1303,51 zł.

## Comunas vizinhas
- Gizałki, Kołaczkowo, Lądek, Zagórów, Żerków